# Opel Arena
Opel Arena är en multifunktionell arena i Mainz, Rheinland-Pfalz, Tyskland.  Arenan öppnade år 2011, under namnet Coface Arena, och används till fotbollsmatcher där den är hemmaarena för det tyska Bundesligalaget Mainz 05. Arenan har en kapacitet på 34 034 personer varav 19 700 är sittande. Coface Arena ersatte den gamla arenan, Stadion am Bruchweg. Arkitekturen av den nya arenan liknar designen av traditionella Engelska fotbollsarenor med höga läktare. 2016 bytte arenan namn till Opel Arena.

## Ligatotal!-Cup 2011
Som ett sätt att fira öppnandet av den nya arenan var Mainz 05 och Coface Arena värdar för Ligatotal!-cup 2011. Vilket är en kort försäsongsturnering. De inbjudna lagen var ligamästarna Borussia Dortmund, Hamburger SV och Bayern München. Dortmund vann turneringen, Mainz blev sist efter att ha förlorat tredjeplatsmatchen mot Bayern München. 
Det första ligamålet på den nya arenan gjordes av Sami Allagui för FSV Mainz 05 mot Bayer Leverkusen den 7 augusti 2011.

## Galleri

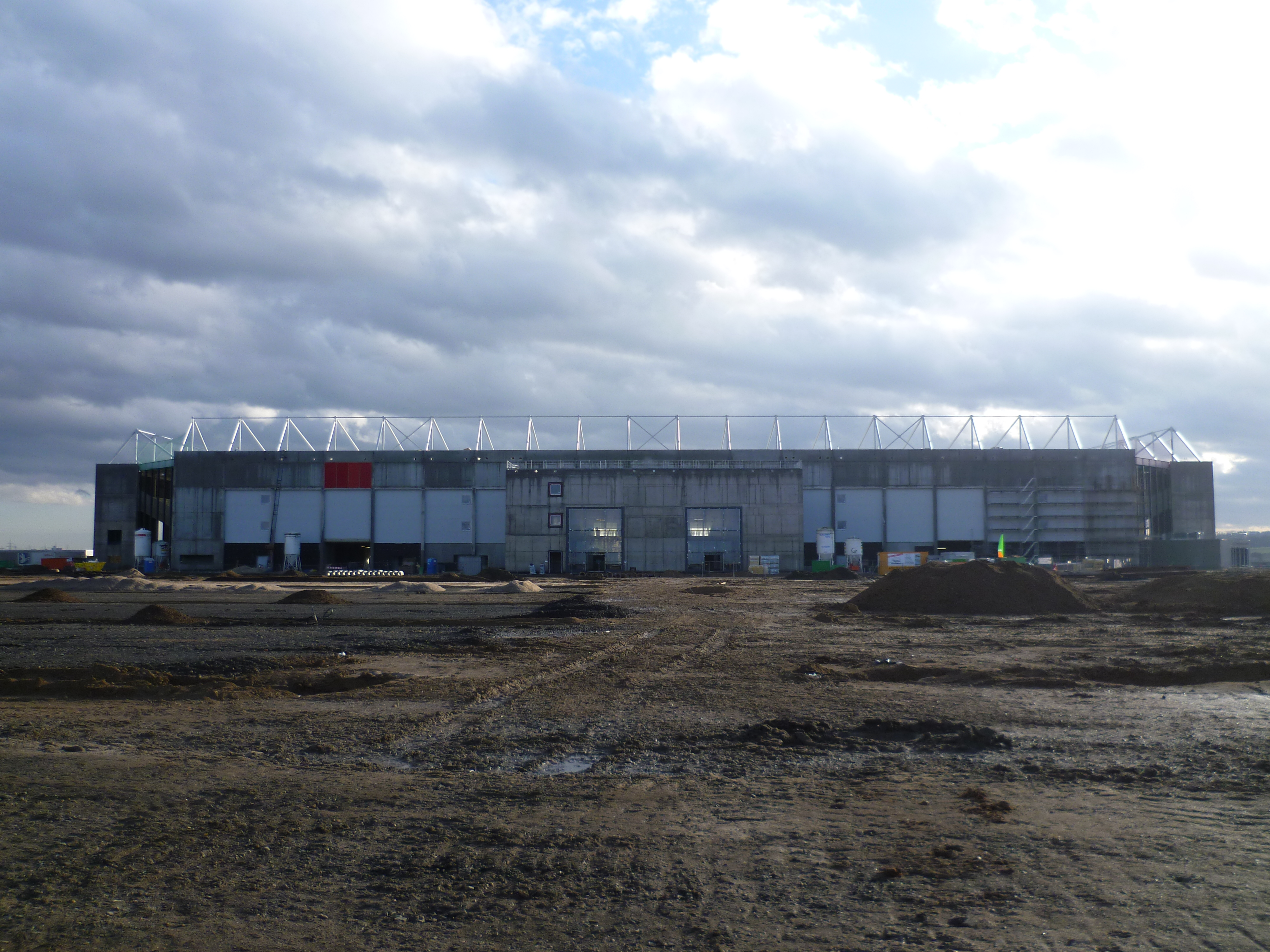
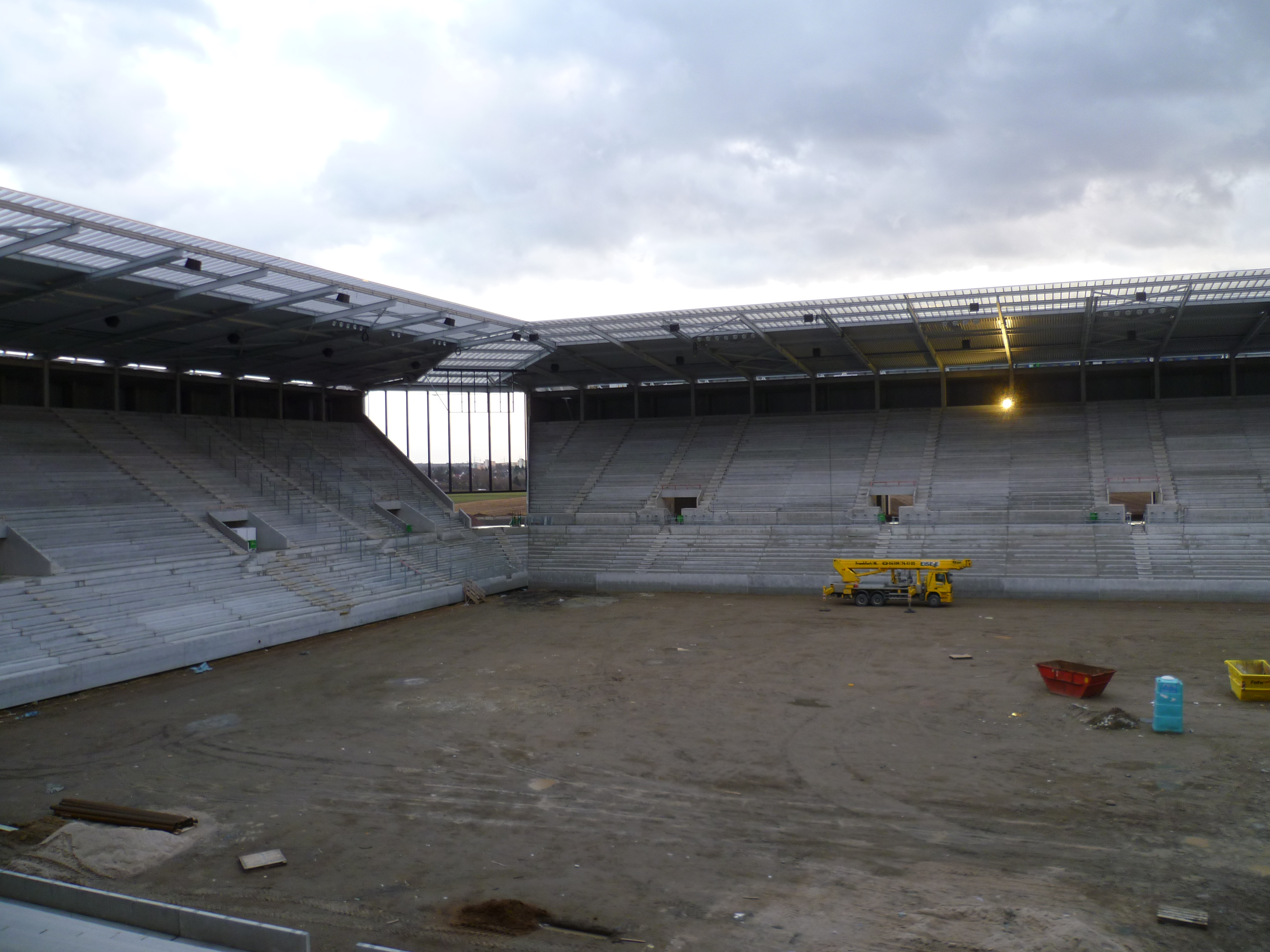
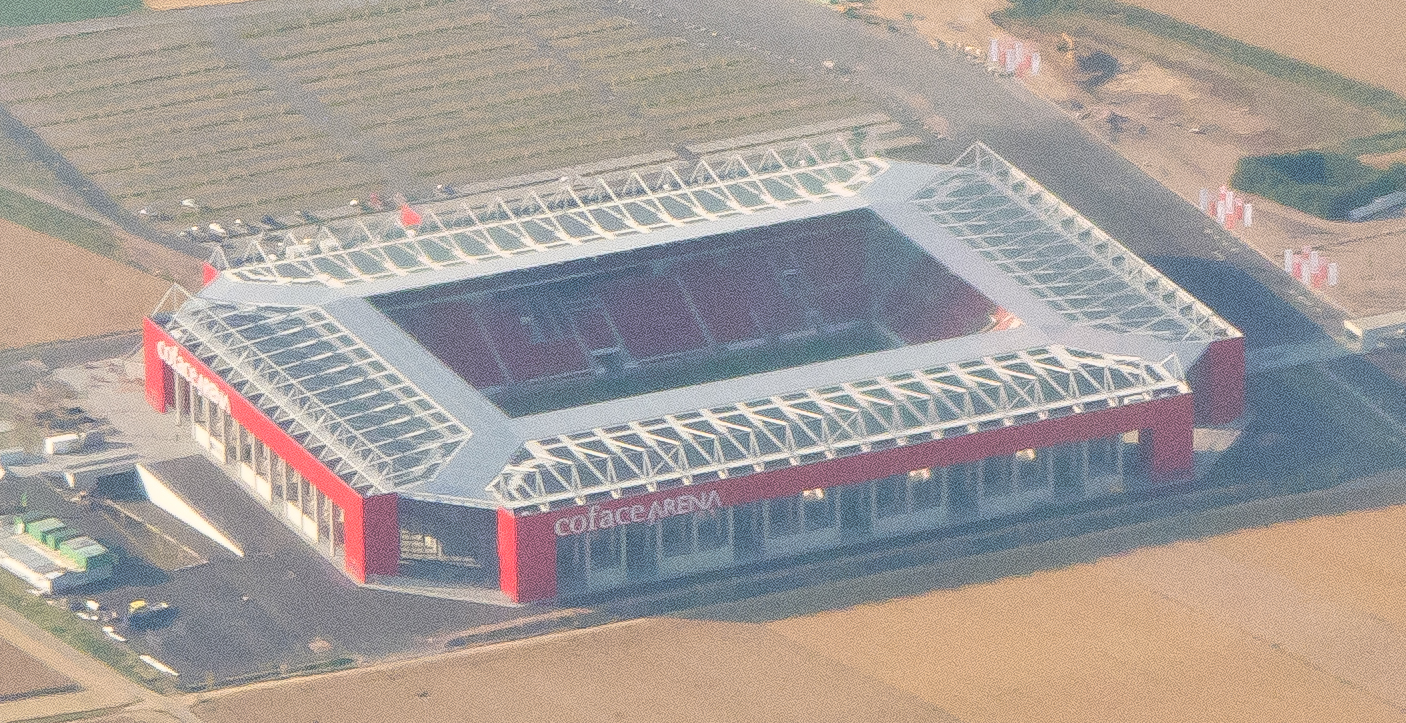
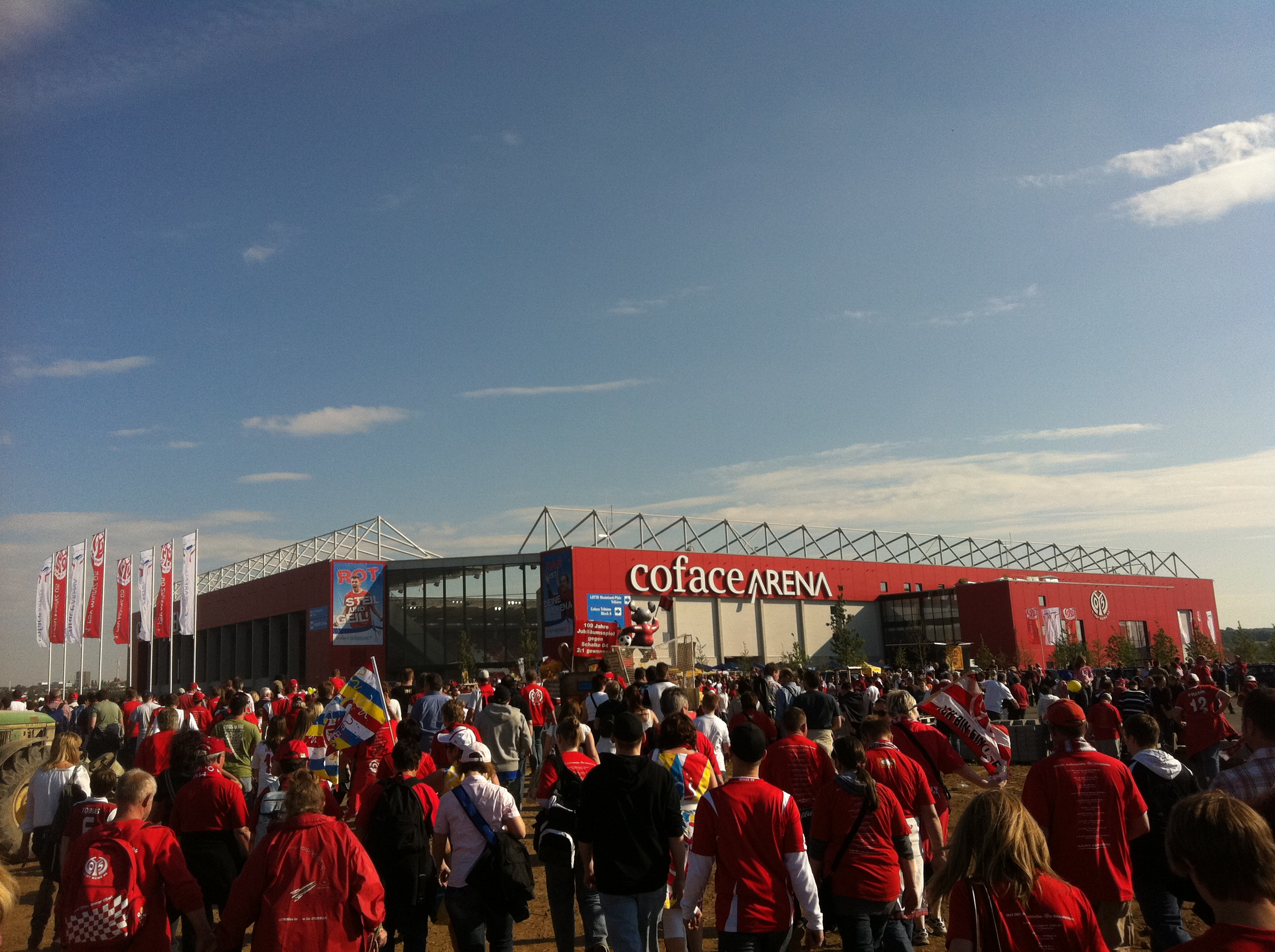